# Saint-Hilaire-Bonneval
Saint-Hilaire-Bonneval ist eine Gemeinde in Frankreich. Sie gehört zur Region Nouvelle-Aquitaine, zum Département Haute-Vienne, zum Arrondissement Limoges und zum Kanton Condat-sur-Vienne.

## Geografie und Infrastruktur
1997 wurde der Abschnitt Saint-Hilaire-Bonneval–Pierre-Buffière der Autoroute A20 eröffnet.
Die Nachbargemeinden sind Boisseuil im Nordwesten, Eyjeaux im Norden, Saint-Paul im Nordosten, Saint-Genest-sur-Roselle im Südosten, Vicq-sur-Breuilh und Pierre-Buffière im Süden und Saint-Jean-Ligoure im Südwesten.

## Bevölkerungsentwicklung
| Jahr      | 1962 | 1968 | 1975 | 1982 | 1990 | 1999 | 2008 | 2013 |
| --------- | ---- | ---- | ---- | ---- | ---- | ---- | ---- | ---- |
| Einwohner | 576  | 554  | 511  | 481  | 661  | 691  | 822  | 951  |

## Sehenswürdigkeiten
- Kirche Saint-Hilaire